# Erick Rivera
Erick Rivera Guerrero (sinh ngày 15 tháng 11 năm 1992) là một cầu thủ bóng đá người México thi đấu ở vị trí tiền vệ cho Cafetaleros de Tapachula.